# شتولک
شتولک (به آلمانی: Stolk) یک شهر در آلمان است که در اشلسویگ-فلنسبورگ واقع شده‌است. شتولک ۸۳۶ نفر جمعیت دارد.